# Estado Sud-Peruano
El Estado Sud-Peruano (también denominado como República del Sud-Perú) fue uno de los tres Estados conformantes de la Confederación Perú-Boliviana.

## Antecedentes

En este mapa se puede observar las audiencias de Lima y Cuzco.

Simón Bolívar planeaba la bifurcación del Perú, en dos Estados, Norte y Sur, correspondientes a las audiencias de Lima y Cuzco respectivamente para impedir que el Perú se volviera el poder dominante en su soñada Federación de los Andes. El prefecto de Arequipa, Antonio Gutiérrez de la Fuente, quedó a cargo de realizar este proyecto. Esa última ciudad era la capital del proyectado estado peruano sureño, debido a esa autonomía de Lima, beneficios comerciales, el evitar la separación del Alto Perú y conseguir el dominio sobre su departamento homónimo, Puno y Cuzco, Bolívar esperaba contar con el apoyo arequipeño en su proyecto. Pero esa bifurcación solo generó rechazo en los peruanos.
Durante las conmociones causadas por la forzada partida de Bolívar, en 1826, Agustín Gamarra y Antonio Gutiérrez de la Fuente, tomaron medidas para extender su poder e influencia. Bolívar les había dejado como prefectos de los departamentos de Cuzco y Arequipa respectivamente. Ambos conspiraron junto con Benito Lazo, prefecto de Puno y también partidario de Bolívar, para conformar una federación sureña separada del Perú. Sin embargo las maniobras de los prefectos no avanzaron debido a las decisivas medidas tomadas desde Lima, por el entonces Presidente del Perú, Andres de Santa Cruz.

## Orígenes
El Estado Sud-Peruano, o República del Perú del Sud, nació a partir de la división de la República del Perú en dos Estados luego de un proceso de anarquía y gran inestabilidad política en el cual se sumió el país durante las primeras dos décadas de independencia. Justificado en este complejo escenario, Andrés de Santa Cruz, Presidente de la República de Bolivia, intervino en la política interna del Perú, instando en la reorganización del país, mediante la creación de una confederación formada por la República de Bolivia, y por dos nuevos estados surgidos de la República del Perú, el Estado Nor-Peruano y el Estado Sud-Peruano.
Se procedió al establecimiento de sendos congresos constituyentes en cada uno de los tres estados fundacionales de la confederación, en las ciudades de Huaura (Nor-Perú), Sicuani (Sud-Perú) y Tapacarí (Bolivia). En forma inmediata, los representantes del nuevo estado se comprometieron a celebrar a la brevedad la unión a la Confederación Perú-Boliviana.
La Asamblea de Sicuani, se estableció con fecha 16 de marzo de 1836, habiéndose convocado a la misma a diputados de los departamentos de Arequipa, Ayacucho, Cuzco y Puno, quienes, con fecha 17 de marzo de 1836, declararon solemnemente la independencia del Estado Sud-Peruano. En esa misma asamblea se procedió a la creación de los símbolos patrios (bandera y escudo nacional).
Su capital fue disputada entre la histórica capital imperial del Perú, la ciudad del Cuzco, y la Villahermosa de Asunción de Arequipa; sin embargo, se decidió que luego instaurado el Estado se trasladaría la cabecera del nuevo Estado a la ciudad de Tacna, a la vez capital de la confederación.

## División administrativa
El Estado Sud-Peruano estaba conformado inicialmente por los departamentos de Arequipa, Ayacucho, Cuzco y Puno. Durante la Asamblea de Sicuani, se discutió el proyecto planteado por el diputado Vargas, de la creación con las provincias de Moquegua, Tacna y Tarapacá de un nuevo departamento denominado Departamento de Santa Cruz, proyecto que no prosperó.
Sin embargo, y con fecha 25 de abril de 1837, Andrés de Santa Cruz, Supremo Protector de la Confederación Perú-Boliviana firmó en la ciudad de Tacna el Decreto de Creación del Departamento del Litoral, conformado por las provincias de Arica y Tarapacá, entonces pertenecientes al Departamento de Arequipa. Mediante el mismo decreto se designó como capital del departamento a la "Heroica Ciudad de Tacna".
Durante la existencia de la confederación hubo proyectos e intentos de desvincular al Departamento de La Paz de la República de Bolivia e integrarlo como un sexto departamento del Estado Sud-Peruano, lo cual no se llevó a efecto.

## Símbolos

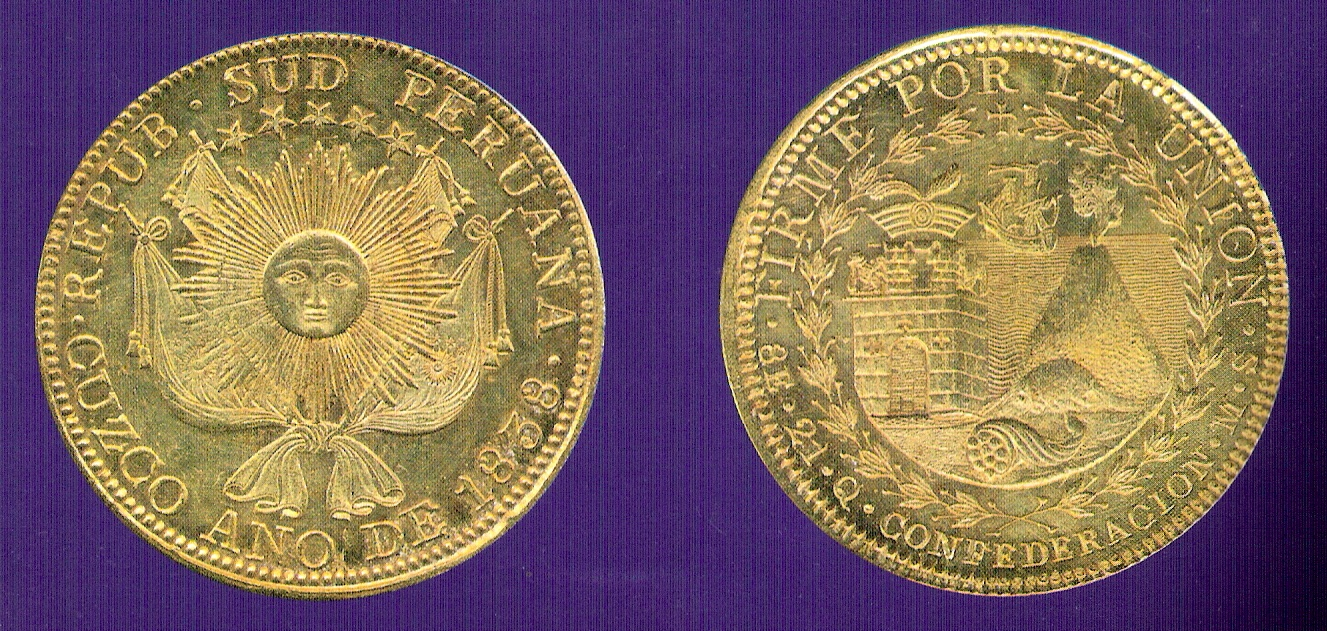
Monedas de 8 escudos de la República Sud Peruana.

La Bandera del Estado Sud-Peruano se diseñó en la Asamblea de Sicuani, en marzo de 1836, constaba de tres franjas, una vertical (1:3) de color rojo o punzó, las dos restantes se distribuían proporcionalmente y en forma horizontal, siendo la franja superior de color verde y la inferior de color blanco. Por sobre la franja punzó se ubicaba el escudo nacional. Los colores y su distribución dentro del diseño de la bandera representaban los colores nacionales de Bolivia y del Perú.
El Escudo del Estado Sud-Peruano estaba conformado por el Sol en su porción inferior, coronado por cinco estrellas (inicialmente cuatro) que representaban a cada uno de los departamentos del sur del Perú.
Otro de los símbolos nacionales que formó parte de las monedas de curso legal, fue una alegoría en que en un escudo circular se representaban cada uno de los 5 departamentos de la manera siguiente:
- Arequipa (extremo derecho), un volcán (Misti) con una estela humeante saliendo desde su cráter.
- Ayacucho (extremo inferior del escudo), por un cuerno de oro, del cual manaban las riquezas minerales de los Andes.
- Cuzco (extremo izquierdo), por una torre de piedra que representaba tanto la tradición arquitectónica incaica como española y barroca mestiza de la ciudad imperial, y que culminaba en la corona imperial de los Incas.
- Litoral (extremo superior), representado por un barco bergantín sobre las aguas del mar.
- Puno, representado en medio del escudo por las aguas y el oleaje del Lago Titicaca.

Este escudo era coronado por ramas de olivo y laurel, y estaba rematado en sus flancos por el emblema nacional.
Su Lema fue "Firme por la Unión".

## Estado
El Estado Sud-Peruano fue una república libre e independiente, presidencialista, de representación popular y democrática representativa, integrante de la Confederación Perú-Boliviana. Según la Constitución del Estado Sud-Peruano (1836), dictada por la Asamblea Nacional del Sud del Perú reunida en Sicuani, a nombre de los departamentos de Arequipa, Ayacucho, Cuzco y Puno, este dividía al estado en dos poderes del estado: Ejecutivo y Legislativo, tanto dentro del Estado Sud-Peruano, como también a nivel de la confederación.

### Poder central

#### Protector Supremo
La máxima autoridad de la Confederación Perú-Boliviana era el Protector de la Confederación Perú-Boliviana, quien inicialmente se estableció en la ciudad de Lima, para posteriormente trasladar la capital de la Confederación a la ciudad de Tacna.
El único Protector Supremo de la Confederación Perú-Boliviana fue Andrés de Santa Cruz, quien también ostentaba el cargo de Presidente de la República de Bolivia y de Supremo Protector de cada uno de los Estados peruanos. Le acompañaba un cuerpo de ministros de Estado. Su período de gobierno se fijó en diez años, pudiendo ser reelegido indefinidamente. Era a la vez generalísimo de las fuerzas de mar y tierra de las repúblicas confederadas.

#### Presidente Provisorio del Estado
El Estado Sud-Peruano tuvo como máxima autoridad al Presidente del Estado, pero el mismo estaba subordinado al Protector de la Confederación. 

### Poder Legislativo

#### Asamblea Nacional del Sud
La Asamblea Nacional del Sud o Asamblea de Sicuani fue el ente legislativo primigenio del Estado Sud-Peruano. Esta Asamblea dio la Constitución Política del Estado Sud-Peruano el 17 de marzo de 1836.

#### Congreso General
El Congreso de Tacna, donde se reunieron los plenipotenciarios designados y nombrados por cada uno de los tres estados, se arrogó las atribuciones legislativas de la gran confederación y dio la «Ley fundamental de la Confederación Perú-Boliviana» o Pacto de Tacna (1 de mayo de 1837), el cual, en lo que respecta al poder legislativo, estableció un Congreso General con dos cámaras: la de senadores y la de representantes. Este Congreso General quedó solo en proyecto y nunca se reunió, por motivo de la guerra desatada por Chile.

### Poder Judicial
Si bien no se definió mediante la carta fundamental del estado, ni las características ni las atribuciones del poder judicial, en la práctica este estaba representada por cuatro cortes de justicia.
- Corte Superior de Justicia de Arequipa
- Corte Superior de Justicia de Ayacucho
- Corte Superior de Justicia del Cusco
- Corte Superior de Justicia de Puno

## Geografía

### Límites
Luego de la independencia del Perú y de Bolivia, estos continuaron manteniendo sus mismos límites que al final del período colonial español, es decir, los mismos que correspondían a la última reestructuración del Virreinato del Perú, que volvía a establecer la dependencia del Alto Perú, y las comandancias generales de Moxos y Chiquitos de la sede virreinal en Lima (1804). En el año 1809, y como parte de las reformas borbónicas en la región, se organiza y funda la última intendencia del virreinato, la Intendencia de Puno, fusionando corregimientos coloniales previamente dependientes de las Intendencias del Cuzco y de La Paz, y formando con esta última el límite oficial entre el Alto y Bajo Perú, y posteriormente, la frontera definitiva entre las repúblicas peruana y boliviana. Hacia el sur, las fronteras entre ambos estados siguieron siendo similares a los que presentaron a lo largo del período colonial, las cuales separaban a la Intendencia de Arequipa de las altoperuanas intendencias de La Paz, Chuquisaca y Potosí.
Mientras, la frontera con Brasil se definió según el Tratado de San Ildefonso (1777), que delimitaba el dominio del Virreinato del Perú y del Virreinato del Brasil en las regiones del Amazonas, estableciendo como límite entre ambos: Por el norte el río Amazonas, desde el punto de encuentro con el río Caquetá, y límite natural entre ambos virreinatos, con el Virreinato de Nueva Granada (al norte), siguiendo su curso hacia el oeste y suroeste hasta la confluencia con el río Yavarí, siguiendo luego el curso de este hacia el sur hasta la que se suponía su naciente, a la altura del paralelo 7° latitud sur, punto del cual partía una línea imaginaria hacia el este, a lo largo de todo este paralelo, hasta su encuentro con el río Madeira al este, para finalmente seguir al sur a lo largo del curso de este, hasta su nacimiento en las llanuras del Mato Grosso. 
Estas fronteras internacionales fueron las que heredó el Estado Sud-Peruano en 1836, a las que solo se agregó la nueva frontera norte y límite con el Estado Nor-Peruano, señalado por las mismas fronteras y límites más septentrionales de los departamentos de Arequipa, Ayacucho y Cuzco, con los departamentos norperuanos de Lima, Junín y Amazonas. 
Entre los departamentos de Cuzco y Amazonas se definió un punto de frontera entre ambos estados, siendo este, el nacimiento del río Purús, el cual se definió a posterior como frontera entre ambos departamentos y ambos estados en la región amazónica, siguiendo su curso hacia el noreste hasta su punto de encuentro con la línea del Tratado de San Ildefonso, y límite con el Brasil.
Norte
Con el Estado Nor-Peruano
- Departamento de Lima
- Departamento de Junín
- Departamento de Amazonas

Con el Imperio del Brasil
- Provincia de Amazonas

Sur
Con el Estado Boliviano
- Departamento de Potosí

Este
Con el Imperio del Brasil
- Provincia de Mato Grosso

Con la República de Bolivia
- Departamento de La Paz
- Departamento de Oruro
- Departamento de Potosí

Oeste
Con el Océano Pacífico

### Territorio
El Estado Sud-Peruano correspondía en gran parte al actual territorio de los departamentos peruanos de Apurímac, Arequipa, Ayacucho, Cuzco, Huancavelica, Madre de Dios, Moquegua, Puno y Tacna, además de las actuales regiones chilenas de Arica y Parinacota, y Tarapacá. Sin embargo su extensión era mucho mayor, ya que incluía algunas zonas y regiones actualmente pertenecientes a los departamentos de La Paz y Pando, en Bolivia; a la Región de Antofagasta, Chile, así como aparte de los estados de Acre, Amazonas y Rondonia, en Brasil.
Su superficie aproximada fue de unos 698.993,061 km², los cuales se distribuían de la siguiente forma:
| Departamento       | Superficie (km²) |
| ------------------ | ---------------- |
| Arequipa           | 79.079,36        |
| Ayacucho           | 71.175,6         |
| Cuzco              | 398.054,111      |
| Litoral            | 75.174,99        |
| Puno               | 75.509,00        |
| Estado Sud-Peruano | 698.993,061      |

Las principales regiones geográficas del país, eran:
1. La Costa
2. Los Valles
3. La Sierra
4. El Altiplano
5. La Selva

Las regiones de la Costa y de los Valles (aledaños a la costa) estaban ocupados por el Desierto de la Joya al norte, y la Pampa del Tamarugal al sur del territorio. Este territorio desértico, aunque salpicado de valles subtropicales y templados, era asiento de algunas de las más importantes ciudades y puertos de la época, por tanto, polo de desarrollo económico y eje de las principales rutas comerciales con el interior del país, así como de rutas internacionales a Bolivia y norte de Argentina (Salta, Jujuy y Tucumán). Además del intenso comercio, algunas de las principales actividades económicas y comerciales representadas en esta región eran la minería metálica (plata, cobre, oro), minería no metálica (guano, salitre), y la agricultura, destacando en este rubro la producción vitivinícola de los valles de Camaná, Moquegua-Osmore-Ilo, Locumba, Sama, Tacna-Caplina, Azapa, y Codpa-Chaca-Vítor, así como la producción hortícola y forrajera.
La Sierra a su vez concentraba actividades mineras y agrícola-ganaderas propias de climas más fríos. En esta región se encontraba también un buen número de ciudades importantes como Arequipa, Cuzco, Ayacucho y Huancavelica, siendo probablemente la región natural más poblada del país.
El Altiplano, vasta región que circunda al Lago Titicaca, así como a toda su cuenca, por su naturaleza fría e inhóspita era el medio favorable para la ganadería lanar y producción de camélidos y ovinos, así como para la minería de la plata. En ella se podía encontrar algunas ciudades importantes como Puno, Azángaro, Juli y Chucuito.
A pesar de la naturaleza andina del país, debido principalmente a que gran parte de la población se concentraba en las regiones de la Sierra y Altiplano, más de la mitad del territorio del Estado Sud-Peruano estaba ocupado por selvas y llanos al norte y nororiente del país, siendo parte de la cuenca del Amazonas, las que por sus condiciones de accesibilidad y recursos se encontraban a comienzos del siglo XIX casi completamente deshabitada, salvo por pequeños grupos aborígenes de la región.

## Organización territorial

El Estado Sud-Peruano estaba subdividido en cuatro departamentos:
1. Arequipa, capital Arequipa.
2. Ayacucho, capital Ayacucho.
3. Cuzco, capital Cuzco.
4. Litoral, capital Tacna (creado el 2 de enero de 1837).
5. Puno, capital Puno.

Cada uno de los cinco departamentos a su vez estaba dividido en provincias, y éstas en distritos.
| Departamento de Arequipa           | Departamento de Ayacucho    | Departamento del Cusco    | Departamento del Litoral | Departamento de Puno  |
| ---------------------------------- | --------------------------- | ------------------------- | ------------------------ | --------------------- |
| Provincia de Arequipa              | Provincia de Andahuaylas    | Provincia de Abancay      | Provincia de Arica       | Provincia de Azángaro |
| Provincia de Arica (hasta 1837)    | Provincia de Cangallo       | Provincia de Antabamba    | Provincia de Tarapacá    | Provincia de Carabaya |
| Provincia de Camaná                | Provincia de Castrovirreyna | Provincia de Aymaraes     |                          | Provincia de Chucuito |
| Provincia de Caylloma              | Provincia de Huamanga       | Provincia de Calca        |                          | Provincia de Huancané |
| Provincia de Condesuyos            | Provincia de Huancavelica   | Provincia de Canas        |                          | Provincia de Lampa    |
| Provincia de Moquegua              | Provincia de Huanta         | Provincia de Canchis      |                          | Provincia de Puno     |
| Provincia de Tarapacá (hasta 1837) | Provincia de Parinacochas   | Provincia de Chumbivilcas |                          |                       |
|                                    | Provincia de Tayacaja       | Provincia del Cusco       |                          |                       |
|                                    |                             | Provincia de Paucartambo  |                          |                       |
|                                    |                             | Provincia de Paruro       |                          |                       |
|                                    |                             | Provincia de Quispicanchi |                          |                       |
|                                    |                             | Provincia de Urubamba     |                          |                       |

## Demografía
El primer censo poblacional del Perú se estableció en 1876. Previo a esta fecha, el único antecedente demográfico del país fue "La Guía del Forastero" publicado en 1828, y según el cual, la población del Estado Sud-Peruano debió distribuirse de la siguiente forma:
| Departamento       | Población              | Principales Ciudades                                                                          |
| ------------------ | ---------------------- | --------------------------------------------------------------------------------------------- |
| Arequipa           | 136.812 hbts.          | - Arequipa (50.000 hbts.) - Moquegua (5.000 hbts.) - Camaná (2.000 hbts.)                     |
| Ayacucho           | 159.608 hbts.          | - Ayacucho (25.000 hbts.) - Huancavelica (5.000 hbts.) - Castrovirreyna (3.000 hbts.)         |
| Cuzco              | 216.382 hbts.          | - Cuzco (50 000 hbts.)                                                                        |
| Litoral            | (incluido en Arequipa) | - Arica (30 000 hbts.) - Tacna (5000 hbts.) - Tarapacá (3000 hbts.) - Huantajaya (2000 hbts.) |
| Puno               | 156 000 hbts.          | - Juli (20.000 hbts.) - Azángaro (5.000 hbts) - Puno (3.000 hbts.)                            |
| Estado Sud-Peruano | 668.802 hbts.          |                                                                                               |

## Gobierno

### Protectorado de Sud-Perú
| Gobierno                  | Gobierno                                     | Presidente | Presidente                        | Origen                    | Designación                                 | Inauguración                    | Culminación                      | Suplente                  |
| Protectorado del Sud Perú | Protectorado del Sud Perú                    | Protectorado del Sud Perú | Protectorado del Sud Perú         | Protectorado del Sud Perú | Protectorado del Sud Perú                   | Protectorado del Sud Perú       | Protectorado del Sud Perú        | Protectorado del Sud Perú |
| ------------------------- | -------------------------------------------- | --- | --------------------------------- | ------------------------- | ------------------------------------------- | ------------------------------- | -------------------------------- | ------------------------- |
| -                         | Protector del Estado Sud-Peruano (1836-1839) | | Andrés de Santa Cruz y Calahumana | La Paz, Ciudad de La Paz  | Constitución del Estado Asamblea de Sicuani | jueves, 17 mar. 1836 en Sicuani | miércoles, 20 feb. 1839 renuncia | vacante                   |
| -                         | Protector del Estado Sud-Peruano (1836-1839) | Cambios jurídicos en el mando: - jueves, 17 mar. 1836: La Asamblea de Sicuani, nombra a Santa Cruz como protector del Sud Perú. - jueves, 17 mar. 1836: La Asamblea de Sicuani, promulga la Constitución del Estado Sud-Peruano, comprometiéndose confederarse con Bolivia, y el futuro Estado Nor-Peruano. - lunes, 1 may. 1837: El Congreso de Tacna aprueba la Ley fundamental de la Confederación Perú-Boliviana. - lunes, 1 may. 1837: El Congreso de Tacna nombra a Santa Cruz, como el Protector de la Confederación Perú-Boliviana. - miércoles, 9 may. 1837: Santa Cruz, promulga la Ley fundamental de la Confederación Perú-Boliviana, juramentando como Supremo Protector de la Confederación Perú-Boliviana, quedando Orbegoso como presidente del Estado Nor-Peruano. |                                   |                           |                                             |                                 |                                  |                           |

### Presidentes del Sud-Perú
| Gobierno                                              | Gobierno                                              | Presidente | Presidente                                            | Origen                                                | Designación                                               | Inauguración                                          | Culminación                                           | Protector                                             |
| Estado Sud-Peruano de la Confederación Perú-Boliviana | Estado Sud-Peruano de la Confederación Perú-Boliviana | Estado Sud-Peruano de la Confederación Perú-Boliviana | Estado Sud-Peruano de la Confederación Perú-Boliviana | Estado Sud-Peruano de la Confederación Perú-Boliviana | Estado Sud-Peruano de la Confederación Perú-Boliviana     | Estado Sud-Peruano de la Confederación Perú-Boliviana | Estado Sud-Peruano de la Confederación Perú-Boliviana | Estado Sud-Peruano de la Confederación Perú-Boliviana |
| ----------------------------------------------------- | ----------------------------------------------------- | --- | ----------------------------------------------------- | ----------------------------------------------------- | --------------------------------------------------------- | ----------------------------------------------------- | ----------------------------------------------------- | ----------------------------------------------------- |
| 1                                                     | Presidente del Consejo de Gobierno (1837-1839)        | | Juan Pío de Tristán y Moscoso                         | Arequipa, Ciudad de Arequipa                          | Asamblea de Sicuani                                       | 20 de ene. de 1837                                    | 10 de abr. de 1837                                    | Andrés de Santa Cruz y Calahumana                     |
| 2                                                     | Presidente Provisorio (1837-1838)                     | | Ramón Herrera y Rodado                                | Santiago, Ciudad de Santiago                          | Congreso del Estado Sud Peruano                           | domingo, 17 sep. 1837 en Tacna                        | viernes, 12 oct. 1838 renuncia                        | Andrés de Santa Cruz y Calahumana                     |
| 2                                                     | Presidente Provisorio (1837-1838)                     | Cambios jurídicos en el mando: - viernes, 12 oct. 1838: Con el fin de encargarse de asuntos militares, y defender la soberanía de la Confederación, Ramón Herrera transmite el mando a su Ministro de Estado: Juan Pío de Tristán. |                                                       |                                                       |                                                           |                                                       |                                                       | Andrés de Santa Cruz y Calahumana                     |
| 3                                                     | Presidente Provisorio (1838-1839)                     | | Juan Pío de Tristán y Moscoso                         | Arequipa, Ciudad de Arequipa                          | Sucesión Constitucional (Ministro del Estado Sud-Peruano) | viernes, 12 oct. 1838 en Tacna                        | sábado, 23 feb. 1839 derrocado                        | Andrés de Santa Cruz y Calahumana                     |

## Administración Fiscal y Hacienda
Dentro de las primeras medidas de la administración del Estado Sud-Peruano y bajo la gestión del Protector de la Confederación, Andrés de Santa Cruz.
- Se suprimieron las Aduanas Interiores del Estado Sud-Peruano (23 de febrero de 1836).
- Se declaró a Arica como Puerto Libre y Puerto de Depósito del Estado Sud-Peruano (20 de abril de 1836).
- Se procede a aumentar en valor de un real, el impuesto por bulto ingresado a los puertos de Arica e Islay, en el Departamento de Arequipa (25 de abril de 1836).
- Se establecieron rebajas tributarias en el tráfico del azogue (17 de junio de 1836).
- Se decretó la creación del Banco de Azogues de Huancavelica (26 de diciembre de 1836).
- A la Casa de Moneda del Cuzco, se agregó la Casa de Moneda de Arequipa.

## Administración Pública
Durante el período de existencia del Estado Sud-Peruano se ejecutaron diversas obras públicas y de beneficencia social, como:
- Se ordenó la reparación de los caminos de Islay a Puno, de Tacna a Maure, y de Arica a La Paz (febrero de 1836).
- Se procedió a la fundación de la primera Junta de Beneficencia Pública del Sur del Perú en la ciudad de Arica (25 de abril de 1836).
- Se creó el Cuerpo de Policías de Arica (abril de 1836).
- Fundación de la Sociedad de Agricultura (22 de mayo de 1836).
- Creación del Presidio de Arica, en dependencias vecinas del Convento de San Francisco de la Mar, a orillas del camino a la ciudad de Tacna (17 de junio de 1836).
- Creación del Presidio de Huancavelica (17 de junio de 1836).
- Fundación de las Juntas de Beneficencias Públicas en las principales ciudades del país, las cuales administraban hospitales, cementerios y orfanatos. Se decreta a su vez que su financiamiento depende de la gestión de las mismas, mediante la creación de las Loterías Departamentales, Bailes, Corridas de Toros, Peleas de Gallos, y donativos de públicos y privados (17 de julio de 1836).
- Se separó el Colegio de la Independencia del Seminario de Arequipa (septiembre de 1836).
- Se reactivó los estudios de mejoramiento agrícola y de irrigación mediante canalización de las aguas de la Laguna Blanca y del Río Maure hacia el Valle del Caplina (Tacna) mediante el Canal de Uchusuma; la canalización de las aguas de las Lagunas de Parinacota (Lago Chungará y Lagunas de Cotacotani) para la irrigación del Valle de Azapa (Arica) y de la Pampa del Tamarugal (Tarapacá).
- Implementación de las primeras medidas de salud pública contra la epidemia del cólera procedente de México, Centroamérica y Nueva Granada.

## Desintegración de la Confederación Perú-Boliviana y reunificación peruana
El establecimiento de la Confederación Perú-Boliviana, así como la figura de Santa Cruz como máxima autoridad del estado generó el descontento de los gobiernos de Chile y de la Argentina, por lo que declararon la guerra a la confederación. Algunos de los motivos dados por estos gobiernos para esta declaratoria fueron:
1. El alza de impuestos de la confederación a productos chilenos, como el trigo, y la contrarrespuesta del alza del azúcar peruano-boliviano ingresado por puertos chilenos.
2. La elevación de los puertos de Paita (Estado Nor-Peruano), Arica (Estado Sud-Peruano) y Cobija (República de Bolivia) a puertos libres, francos y de depósito, situación especialmente complicada para el estado chileno, quien vería considerablemente disminuidos sus ingresos por su principal puerto, Valparaíso, con esta medida fiscal.
3. La supuesta separación de San Salvador de Jujuy de la Provincia de Salta y de la unión rioplatense, para integrarse a la República de Bolivia, y de este modo a la confederación. Lo que llevó a la rápida disposición del congreso de las Provincias Unidas para la creación de la Provincia de Jujuy, independiente de Salta, en 1839.
4. La intervención de Santa Cruz y sus representantes en Santiago y Buenos Aires, en la política interna de Chile y Argentina.
5. La sospecha de una política expansionista de la Confederación, cuya meta sería anexar el Ecuador, Chile y Argentina.

En el plano interno, la administración de Santa Cruz se enfrentó al descontento de parte de ciertos grupos políticos peruanos y bolivianos, parte de los cuales pasaron al exilio en las Provincias del Plata, Ecuador y Chile; de entre ellos, los “emigrados peruanos” en Chile formaron un importante grupo. El gobierno chileno, bajo instigación del ministro Diego Portales, preparó una expedición militar al Perú, denominada Expedición Restauradora, pues se proponía restaurar la situación del Perú y Bolivia tal como estaba antes del establecimiento de la Confederación. Luego de dos expediciones o campañas “restauradoras”, los chilenos, junto con los “emigrados peruanos”, lograron la fragmentación de la confederación y la reunificación peruana (1839). 
Tras el fin de la Confederación, se reorganizó cada uno de los tres estados confederados a su situación original y anterior a 1836, separándose la República de Bolivia y reuniéndose el Estado Nor-Peruano y Estado Sur-Peruano en la República del Perú. La nueva Constitución Política de la República Peruana, dada por el Congreso General, el día 10 de noviembre de 1839 en la ciudad de Huancayo, refrendó la reorganización del país a su estado anterior a la existencia de la confederación, sin embargo y ante la petición de parte de los congresistas regionales y de la población local del Litoral, creado durante el período confederado, se dictaminó las respectivas leyes que permitieron su permanencia en el tiempo, pero esta vez segregando la Provincia de Moquegua, hasta ese momento, parte del Departamento de Arequipa, para incorporarla al Litoral, el cual desde ese momento pasa a denominarse Departamento de Moquegua.

## Consecuencias
Luego de la desintegración y disolución de la Confederación, y la reunificación peruana, sucedió la Guerra entre Perú y Bolivia de 1841-1842. El origen de este enfrentamiento bélico se ha querido ver como una secuela natural de la expulsión de los bolivianos del territorio peruano, expulsión que a la vez se ha interpretado como una forma de repudio a la condición de inferioridad que se supone mantuvieron los estados nor y sud peruanos bajo el dominio de la República de Bolivia y de Santa Cruz, durante el período confederado. Lo cierto es que el presidente peruano Agustín Gamarra justificó la invasión peruana de Bolivia de 1841 aduciendo que todavía maquinaban allí los partidarios de Santa Cruz, aunque la causa verdadera sería su tenaz obsesión que le había acompañado a lo largo de su carrera política: la reunificación de Bolivia al Perú, con predominio peruano. Las fuerzas militares peruanas ocuparon parte del Departamento de La Paz, pero fueron derrotadas por los bolivianos el día 18 de noviembre de 1841 en los alrededores de la ciudad de Viacha, durante la Batalla de Ingavi.

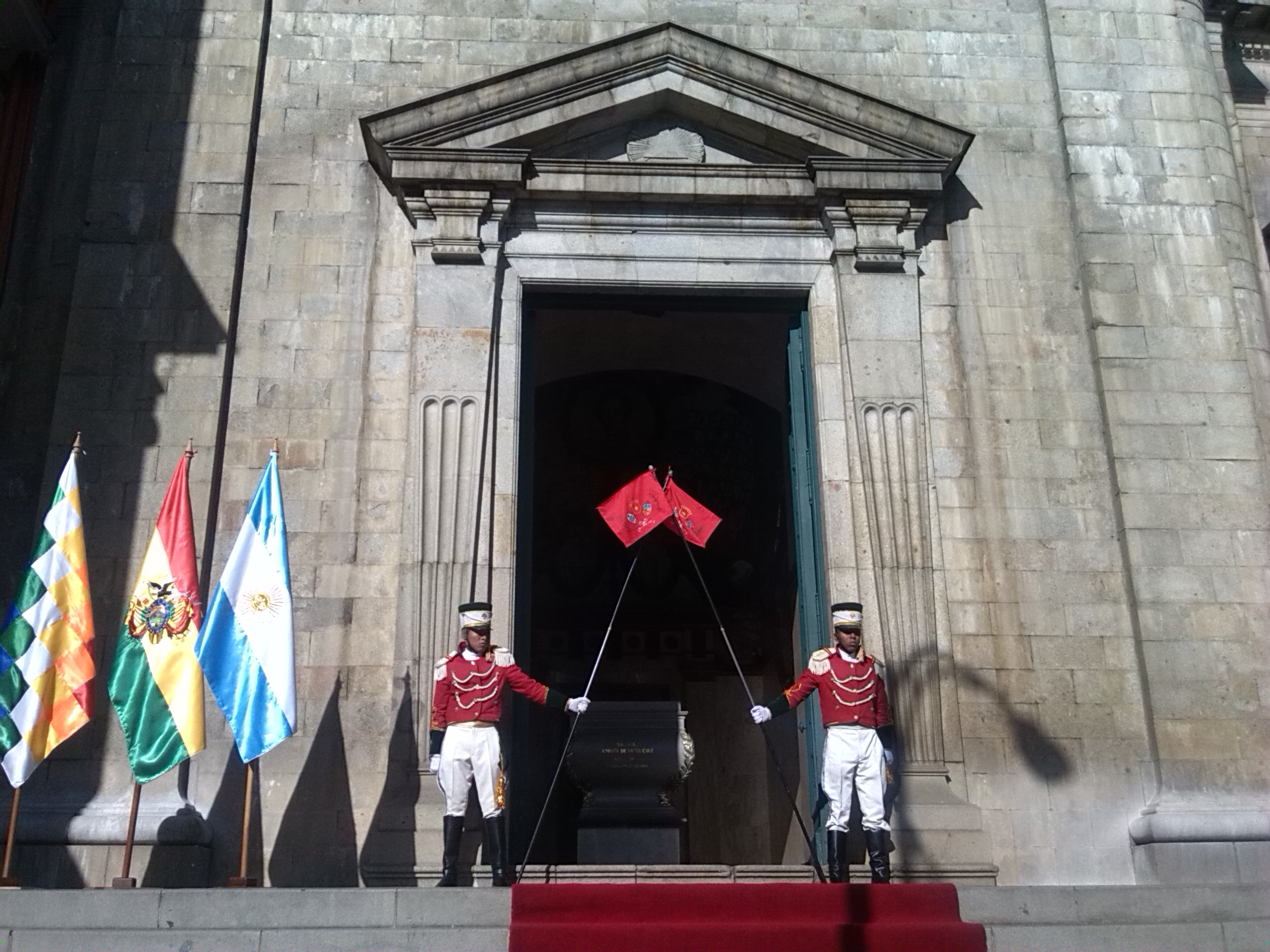
Vista de la Catedral Metropolitana ubicada en pleno centro histórico de la ciudad de La Paz que actualmente alberga la tumba donde descansan los restos mortales del Gran Mariscal de Zepita Andrés de Santa Cruz y Calahumana, los cuales fueron repatriados desde Francia hasta Bolivia (después de 100 años de su muerte ocurrida en 1865), siendo en la actualidad celosamente custodiado y vigilado durante todos los días por una "Guardia de Honor" desde 1965, compuesta por soldados del Ejército de Bolivia que al igual que el Gobierno de Bolivia también le rinden el respectivo reconocimiento y homenaje oficial, portando la bandera de la Confederación Perú-Boliviana.

Para la historiografía boliviana la Batalla de Ingavi marcó el fin del proceso de independencia de Bolivia, al rechazar cualquier tipo de dominio de otros estados (en este caso el peruano) del territorio soberano e independiente de la república. Por tanto es considerado el hecho que consolida la Independencia de Bolivia.
Luego de Ingavi y de la expulsión del Ejército del Perú de territorio boliviano, tropas bolivianas avanzaron sobre el sur del Perú ocupando los departamentos de Puno y Moquegua, con la intención de anexar el puerto de Arica a la República de Bolivia. Sin embargo, y gracias a la resistencia que opusieron los habitantes de las provincias peruanas de Moquegua, Tacna, Arica y Tarapacá, quienes se enfrentaron en calidad de montoneros a las tropas bolivianas, fue que éstas finalmente abandonaron territorio peruano y se replegaron hacia la sierra y altiplano bolivianos.
Por su parte, Santa Cruz, luego de ser derrotado en la Batalla de Yungay, se dirigió al Ecuador donde vivió en el exilio por unos años, siempre intentando retornar a Bolivia y al Perú para reiniciar sus planes políticos, contando con el apoyo de sus partidarios. En este intento fue finalmente capturado en el pueblo de Chapiquiña, distrito de Belén, Arica (junio de 1843). Luego de lo cual, por disposiciones tanto de autoridades peruanas, bolivianas y chilenas, al considerársele un peligro potencial para cada uno de estos Estados, fue entregado al Gobierno de Chile, que lo envió al presidio en la ciudad de Chillán, para posteriormente embarcarlo a Francia donde falleció años después.
Posterior al Tratado de Paz firmado entre Bolivia y Perú en 1842, en la ciudad de La Paz, se reestructuraron los límites entre ambos países, con la cesión parcial de las selvas amazónicas del antiguo Estado Sud-Peruano en favor de Bolivia, los cuales serían la base del Territorio de Colonias, territorio especial, y figura administrativa diferente al de las unidades departamentales, el que posteriormente sería ocupado por Brasil (1903).